# Даљњереченск
Даљњереченск (рус. Дальнереченск) град је у Русији у Приморском крају. Према попису становништва из 2010. у граду је живело 27604 становника.

## Становништво
| 1939.  | 1959.  | 1970.  | 1979.  | 1989.  | 2002.  | 2010.  |
| ------ | ------ | ------ | ------ | ------ | ------ | ------ |
| 13.842 | 25.411 | 28.224 | 31.330 | 33.596 | 30.092 | 27.604 |